# Callundine
Callundine is een kevergeslacht uit de familie van de boktorren (Cerambycidae). De wetenschappelijke naam van het geslacht werd voor het eerst geldig gepubliceerd in 1879 door Thomson.

## Soorten
Callundine is monotypisch en omvat slechts de volgende soort:
- Callundine lacordairei Thomson, 1879